# Лытка
Лытка — река в России, большая часть её течения находится в Кировской области, на небольшом участке образует границу с Удмуртией. Исток в Омутнинском районе, устье в Афанасьевском районе. Устье реки находится в 1656 км по левому берегу реки Кама. Длина реки составляет 78 км, площадь водосборного бассейна — 359 км².

## Течение
Река Лытка берёт начало на Верхнекамской возвышенности в 18 км западнее посёлка Лытка. Исток лежит на водоразделе верхней Камы и Вятки, рядом берёт начало река Залазна. Лытка течёт на восток и северо-восток, протекает посёлок Лытка и несколько нежилых деревень. В нижнем течении сильно петляет. Притоки — Северная, Черяшер (левые). Впадает в Каму у деревни Щукино (Пашинское сельское поселение), ширина реки перед устьем 15-20 метров. Высота устья — 192,6 м над уровнем моря.

## Данные водного реестра
По данным государственного водного реестра России относится к Камскому бассейновому округу. Водохозяйственный участок реки — Кама от истока до водомерного поста у села Бондюг. Речной подбассейн реки — бассейны притоков Камы до впадения Белой. Речной бассейн реки — Кама.
Код объекта в государственном водном реестре — 10010100112111100000191.